# Phalonidia karsholti
Phalonidia karsholti es una especie de polilla del género Phalonidia, categorizada en la tribu Cochylini, de la subfamilia Tortricinae.
Fue descrita por Razowski en 1993 y publicada en Acta zool. cracov. 36: 163. Se distribuye por América del Sur: Perú, en el departamento de Ayacucho, aproximadamente a unos 50 kilómetros de la ciudad de Nazca.